# Rutiderma leloeuffi
Rutiderma leloeuffi är en kräftdjursart som beskrevs av Louis S. Kornicker 1975. Rutiderma leloeuffi ingår i släktet Rutiderma och familjen Rutidermatidae. Inga underarter finns listade i Catalogue of Life.